# Cyanocnemis
Cyanocnemis is een geslacht van libellen (Odonata) uit de familie van de Breedscheenjuffers (Platycnemididae).

## Soorten
Cyanocnemis omvat 1 soort:
- Cyanocnemis aureofrons Lieftinck, 1949